# 히포비티우스속
히포비티우스속(Hypobythius)은 편새해초목에 속하는 피낭동물 속의 하나이다. 히포비티우스과(Hypobythiidae)의 유일속이다. 크기는 길이가 9cm, 너비가 약 4cm이다. 몸은 누르스름한 회색이고 갈색을 띠기도 한다.

## 하위 종
2종이 알려져 있다.
- H. calycodes  Moseley, 1876 - 북태평양에서 발견.
- H. moseleyi  Herdman, 1882 - 부에노스아이레스 해안가에서 표본 발견.